# Плескоп
Плескоп (фр. Plescop) — коммуна на северо-западе Франции, находится в регионе Бретань, департамент Морбиан, округ Ван, кантон Ван-2. Пригород Вана, примыкает к префектуре департамента с северо-запада, в 4 км от национальной автомагистрали N165.
Население (2019) — 6 145 человек.

## Достопримечательности
- Церковь Святого Петра XVI века
- Часовня Нотр-Дам XV века

## Экономика
Структура занятости населения:
- сельское хозяйство — 0,7 %
- промышленность — 7,2 %
- строительство — 11,2 %
- торговля, транспорт и сфера услуг — 51,6 %
- государственные и муниципальные службы — 29,3 %

Уровень безработицы (2018) — 10,0 % (Франция в целом — 13,4 %, департамент Морбиан — 12,1 %). 

Среднегодовой доход на 1 человека, евро (2018) — 22 970 (Франция в целом — 21 730, департамент Морбиан — 21 830).

## Демография
Динамика численности населения, чел.

## Администрация
Пост мэра Плескопа с 2014 года занимает Лоик Ле Трионнер (Loic Le Trionnaire). На муниципальных выборах 2020 года возглавляемый им левый блок был единственным.
| Период | Период | Фамилия          | Партия                          | Примечания                                                                        |
| ------ | ------ | ---------------- | ------------------------------- | --------------------------------------------------------------------------------- |
| 1959   | 1986   | Роже Ле Стюдер   |                                 | фермер                                                                            |
| 1989   | 2004   | Жак Левек        | Социалистическая партия         | вице-президент Фонда медицинского страхования CPAM в департаменте Морбиан         |
| 2004   | 2014   | Нелли Фрюшар     | Демократический бретонский союз | учитель                                                                           |
| 2014   |        | Лоик Ле Трионнер | Разные левые                    | менеджер высшего звена Фонда медицинского страхования CPAM в департаменте Морбиан |